# ماساو سوزوكي
ماساو سوزوكي (鈴木 政江) (21 يناير 1957 في تشيبا في اليابان – )؛ هي لاعبة كرة قدم كانت تلعب كحارس مرمى. ولعبت مع منتخب اليابان لكرة القدم للسيدات.

## وصلات خارجية
- ماساو سوزوكي على موقع الاتحاد الدولي (مؤرشف)  (الإنجليزية)
- ماساو سوزوكي على موقع Soccerway.com (الإنجليزية)
- ماساو سوزوكي على موقع عالم كرة القدم.نت (الإنجليزية)